# Cataratas del Velo de Novia
Las Cataratas del Velo de Novia (en inglés: Bridal Veil Falls) es una doble cascada de 185 m en el extremo sur del Cañón de Provo, en Utah, Estados Unidos. Un servicio de teleférico hasta la cima de las cataratas fue construido en 1967 y un pequeño tranvía, de seis pasajeros funcionó como una atracción recreativa y como el único acceso (excepto en helicóptero) a un restaurante situado en un acantilado en la parte superior de las cataratas hasta que una avalancha destruyó el tranvía a principios de 1996. (Esta fue la segunda gran avalancha en destruir el tranvía. El centro del tranvía y del visitante se reconstruyeron después de la primera avalancha, pero después del segundo desastre, sus ruinas se quedaron allí. En julio de 2008, un incendio quemó las ruinas. En agosto de 2008, la línea de tranvía fue cortada.